# U-48号潜艇 (1939年)
U-48号（德語：U 48）是纳粹德国战争海军建造的二十四艘VII-B型潜艇（或称U艇）之一。它由基尔的日耳曼尼亚船厂承建，于1939年3月8日下水，至同年4月22日交付使用。第二次世界大战期间，该艇曾执行过十二次巡逻作战，共击沉52艘、击伤3艘同盟国或中立国舰船，累积总吨位高达328,414吨，为战争中最成功的U艇。1943年9月25日，U-48号在诺伊施塔特退役，至1945年5月3日在当地执行“彩虹命令”而自沉。

## 设计
由于原有VII-A型潜艇的燃料容量有限而导致航程不足，战争海军于1936年又设计建造了24艘VII-B型潜艇作为改进版。为了提高操纵性和转向性能，他们在两副螺旋桨后部设计了两片舵，并增大舵面面积。VII-B型艇的内部空间更大，因此可在外部鞍状水舱内多装载33吨燃油。这种燃料舱是“自动加注”的——当柴油不断被消耗时，海水也不断进入该水舱以补偿浮力。艇艏和艇艉还设有纵倾平衡水舱，通过调整两端水量来防止潜艇在水下可能产生的纵倾和横摇。作为VII-B型艇，U-48号的全长增加了两米，达到66.50米，舷宽6.20米、高9.5米，并有4.74米的吃水深度，水上和水下排水量分别为753吨和857吨。动力采用两台日耳曼尼亚生产的F46型六缸四冲程1,400匹公制馬力（1,000千瓦特）涡轮增压柴油机用于水面运行，以及两台AEG提供的GU 460/8-276型375匹公制馬力（280千瓦特）双作用电动发电机用于水下航行；水面最高航速17.9節（33.2每小時），水下8節（15每小時）；能够在水面以10節（19每小時）航速续航8,700海里（16,100），或以4節（7.4每小時）连续在水下航行90海里（170）而无需充电。
武器装备方面，U-48号装备有五具内置式鱼雷发射管——艇艏四具、艇艉一具。相较于VII-A型艇，其艇艉的鱼雷发射管设计在耐压壳体内部、两片舵之间，鱼雷可以由此向外发射。在轮机舱甲板下方还配备了用于艇艉的鱼雷装填系统，耐压壳体与甲板室之间一前一后还设计有外置鱼雷贮存装置，因此U-48号的鱼雷储备和发射能力也得以提升，可携带14枚G7型鱼雷或最多26枚TMA型水雷（TMB型则为39枚）。此外，该艇还搭载有一门配备220发弹药的88毫米35式速射炮以及一门配备1,195发弹药20毫米30式高射炮作为甲板炮。其标准船员编制为4名军官及40－56名水兵。

## 历史
1936年11月21日，海军造舰局根据《英德海军协定》的要求，正式将十一艘VII-B型潜艇（U-45至U-55号）的建造合同发包予基尔的日耳曼尼亚船厂。其中U-48号于次年3月10日开始铺设龙骨，建造序列为583。经过两年的建造，它于1939年3月8日下水，至同年4月22日在前U-2号艇长、海军中尉赫伯特·舒尔策的指挥下交付使用。完成海试后，该艇加入驻基尔的“韦格纳”潜艇区舰队，先后担任作战艇和前线艇直至1939年12月31日。当U艇编制于1940年1月1日重组时，它又继续在驻基尔和圣纳泽尔的第7潜艇区舰队担任前线艇。1941年中退出前线任务后，该艇从7月1日到1942年3月31日以训练艇身份成为驻皮劳的第26潜艇区舰队的一份子，继而换编至同驻皮劳的第21潜艇区舰队继续司职教学艇。U-48号于1943年9月25日在诺伊施塔特退役，此后在当地的第3潜艇教学支队充当见习水兵的射击训练火炮平台。在德国签署《无条件投降书》之前，根据长期生效的“彩虹命令”，该艇于1945年5月3日在当地附近的港口、即编号为AO-7765的海军网格处（54°07′N 10°50′E / 54.117°N 10.833°E）自行凿沉——尽管该命令在一天后便由海军元帅卡尔·邓尼茨撤销。
U-48号是第二次世界大战中最为成功的潜艇，也是继一战的U-35和U-39号之后，人类战争史上击沉舰船总吨数第三高的潜艇。在十二次巡逻和两次狼群作战期间，它共击沉52艘、击伤3艘同盟国或中立国舰船，累积总吨位高达328,414吨。不同于为潜艇战付出沉重代价的其它德国U艇，U-48号在服役期间没有损失任何船员。

### 第一次巡逻

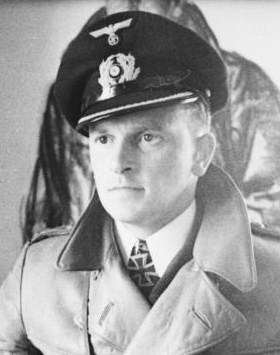
王牌艇长赫伯特·舒尔策曾两度执掌U-48号

舒尔策指挥了U-48号的前五次巡逻。他于1939年8月19日00:00率艇从基尔出发，开启自己的王牌艇长之路。穿过威廉皇帝运河后，该艇经不列颠群岛北部航行，进入北大西洋，最终到达比斯开湾。当9月3日英国对德宣战后，它进一步游弋至西部航道以西，并在那里发现了第一个目标：英国货船皇家权杖号（Royal Sceptre）。9月5日12:00，U-48号用甲板炮向身处菲尼斯特雷角西北约300海里（560）处的皇家权杖号开火，持续了25分钟之久。当潜艇被发现并试图离开时，该船发出了求救信号。至13:38，船员们已登上救生艇弃船，它再遭到“致命一击”而沉没。时任英国第一海军大臣的温斯顿·丘吉尔做了最坏的打算，认为船员和60名乘客均已丧生。他宣称这次沉船事件是“公海上令人憎恶的野蛮海盗行为”。

9月8日，U-48号拦截、搜查并释放了几艘中立船只，然后于08:36在爱尔兰岛西南部发射一枚鱼雷击沉了无护航的英国货轮温克利号（Winkleigh）。早在06:32，该船便遭鸣枪截停，船长带着文件登上潜艇后，船员们被命令弃船。船长和36名船员最终被一艘荷兰客轮接走并至纽约上岸。9月11日13:35，另一艘无护航的英国货船菲尔比号（Firby）在赫布里底群岛以西约270海里（500）处遭到U-48号的炮火袭击。取得五发命中后，其船员弃船，于15:40被一枚鱼雷击沉。舒尔策为船员们提供了救生艇和医疗援助，并发出了以下无线电消息挑衅：
|  | 转给丘吉尔先生。我在59°40′N 13°50′W / 59.667°N 13.833°W的位置击沉了英国轮船菲尔比号。如果你愿意的话，救救船员吧。——德国潜艇 |

这一消息由美国商船斯坎佩恩号（Scanpenn）转送，至18:25在罗塞斯被英国海军部收到。丘吉尔却错误地向下议院报称，发送电报的U艇艇长已经被俘。事实上，经过为期三十天的海上航行，U-48号于9月17日05:50平安返抵基尔。在第一次作战巡逻期间，它共击沉了三艘船，累计总吨位为14,777吨。

### 第二次巡逻
U-48号的第二次巡逻更为成功。在10月4日01:00离开基尔后，它继续遵循与前一次行动相同的航线行驶。10月12日18:08，法国油轮埃米尔·米盖号（Emile Miguet）在法斯耐特岩西南约190海里（350）处遭舒尔策炮击拦截。18:20，潜艇向这艘废弃的油轮发起致命一击，后者被击中后起火，已焚毁的残骸延至翌日由英国驱逐舰伊莫金号凿沉。12日夜晚，在接连于20:24、21:15、23:05、23:50和23:52发射的五枚鱼雷均告错失后，U-48号终于13日01:16射出第六枚鱼雷击中英国货轮鹭池号（Heronspool），使其在克利尔角西南约260海里（480）处沉没。当天08:14，法国货轮路易斯安那号（Louisiane）作为OA-17号护航船队的掉队者，在克利尔角西南偏西约230海里（430）处遭舒尔策以炮火拦截。船员弃船后，该船再于08:35至08:45遭到炮击，十分钟后沉没。次日12:13分，英国煤船斯尼顿号（Sneaton）在距克利尔角西南约150海里（280）处遭U-48号拦截，二十分钟后船员弃船，被一枚鱼雷击沉。17日20:32和20:35，舒尔策先后向HG-3号护航船队中的英国货轮奇泽姆氏族号发射了两枚鱼雷，第一枚哑火，另一枚则击中船艉，使对方在菲尼斯特雷角西北约150海里处沉没。
击沉奇泽姆氏族号之后，U-48号于10月19日13:32又试图用甲板炮袭击另一艘英国轮船岩池号（Rockpool），却遭到了对方的还击。为了避免被击中，舒尔策被迫紧急下潜。当它重新浮出水面并意图再次发动攻击时，一艘英国驱逐舰抵达现场。U-48号随即中断与岩池号的战斗，再次潜入水中离开当地，至25日09:45返抵基尔。在北大西洋为期二十二天的行动中，该艇共击沉了5艘累计总吨位为37,153吨的船只。

### 第三次巡逻
U-48号在舒尔策的指挥下于11月20日22:00离开基尔执行第三次巡逻。穿过威廉皇帝运河后，该艇在北海、北大西洋、奥克尼群岛和英吉利海峡以西游弋，至12月20日返回基尔。它在这次为期三十一天的冒险中共击沉4艘船只，合计25,638总吨。首个受害者是无护航且中立的瑞典油轮古斯塔夫·E·罗伊特号，于11月27日00:30在费尔岛西北偏西约14海里（26）处被U-48号的一枚鱼雷击中。德国人四小时前便发现了这艘被照亮的油轮，但在前一天23:32发射的第一枚鱼雷未能命中。该船其后由护航舰凿沉。接下来，舒尔策又对OB-48号护航船队展开袭击，先是于12月8日11:55在法斯耐特西南80海里（150）处发射鱼雷击沉英国货轮布兰登号（Brandon），次日清晨又在克利尔角以南约120海里（220）处接连向英国油轮圣阿尔贝托号（San Alberto）发射三枚鱼雷，但仅第三枚鱼雷于07:10击中对方船舯部，使之断成两截。最后是12月15日16:11，U-48号在爱尔兰西南部鸣炮拦截了无护航的希腊货轮杰曼号。由于舒尔策坚持认为该船在为英国运送货物，船员们被勒令登上救生艇，货船于17:40被鱼雷击沉。

### 第四次巡逻
1940年1月24日，舒尔策率U-48号从基尔出港展开第四次巡逻。当穿过威廉皇帝运河，在布伦斯比特尔等待破冰护航时，该艇因螺旋桨故障驶入黑尔戈兰岛。在发现螺旋桨缺陷的严重性后，它不得不返回威廉港。经过紧急维修，U-48号于1月30日重新起航，并于2月9日凌晨在英格兰南部的圣奥尔本角附近、即编号为BF-3146的海军网格内布设了八枚水雷，却未能造成任何舰船损毁。一天后，荷兰货轮伯格尔戴克号（Burgerdijk）在被舒尔策跟踪了三个小时后，于17:05在锡利群岛西南方遭到拦截。船长带着文件登上潜艇，德国人发现他正奉命去往英国的唐氏锚地，所以船员和乘客被勒令弃船。至18:45，该船被一枚鱼雷击中船舯部后沉没。
2月14日16:55，U-48号在锡利群岛西南部向隶属蓝星航运的万吨级英国货轮苏丹之星号（Sultan Star）发射了一枚鱼雷。该船的右舷被击中，二十分钟后因船艉严重倾斜而沉没。一名船员在爆炸中丧生。幸存者立即登上救生艇弃船，惟无线电操作员留在发报室直到最后一刻，跳海后被其中一艘艇救起。刚在拉普拉塔河口海战中为重巡洋舰埃克塞特号担任屏护的英国驱逐舰群于返航途中目睹了水平面上对苏丹之星的袭击。惠特塞德号立即被派去支援，并在鱼雷击中大约四十分钟后到达现场。该舰找到了德国潜艇的位置，不久维斯珀号和阿卡斯忒号也加入了攻击。他们声称潜艇已沉没，并报告已投下22枚深水炸弹，事实上U-48号已在黄昏时毫发无损地逃脱了。
无护航且中立的荷兰油轮海牙号（Den Haag）于2月15日14:00被舒尔策发射的一枚鱼雷击中船舯部，断成两截，在韦桑岛以西约150海里处沉没。德国潜艇在大约五小时前就发现了油轮，但在发动攻击前不得不躲避一艘飞行艇。17日20:06，U-48号发现了一艘被照亮的荷兰船只和一艘黑暗中的船只，并袭击了后者。
这是芬兰货船维尔亚号（Wilja），它于大约半小时后被一枚鱼雷击中，起火燃烧并迅速在主教岩西南约40海里（74）处沉没。经过北大西洋为期三十三天的行动，并击沉4艘累计总吨位为31,526吨的船只后，U-48号于2月26日17:00返抵基尔。

### 第五次巡逻
为了支援入侵挪威的“威悉演习行动”，U-48号的第五次巡逻于4月3日从威廉港启程，驶入北海，这也是其第一次未能取得任何战功。它与U-37、U-38、U-47、U-49和U-50号共同组成第五潜艇集群，在设得兰群岛以东、沃格斯峡湾和特隆赫姆的作战区域游弋。4月13日，当舒尔策试图攻击英国战列舰厌战号周围的屏护驱逐舰时，U-48号曾遭深水炸弹袭击，但仅轻微受损并逃脱。经过为期十七天、共计约2,700海里（5,000）的航行，该艇于4月20日09:05返回基尔。此任务完成后，U-48号于4月23日至5月19日前往基尔的日耳曼尼亚船厂进行大修。

### 第六次巡逻
U-48号的第六次巡逻由海军少校汉斯-鲁道夫·勒辛指挥，以接替当时因肾脏和胃部不适住院的舒尔策。他们于5月26日12:03离开基尔，穿过威廉皇帝运河后前往北大西洋、比斯开湾和菲尼斯特雷角附近游弋。勒辛首先在多尼戈尔郡沿岸袭击了三艘英国商船：从冰岛运鱼而来的斯坦科尔号（Stancor）、搭载有铁矿石的弗朗西丝·马西号（Frances Massey）以及从美国输送200吨轻武器而来的厄洛斯号（Eros）。前两艘船均遭鱼雷击沉，而盟军在经历了敦刻尔克战役的挫败后，厄洛斯号船上的货物便显得尤为重要。后者尽管严重受损，但仍被英国驱逐舰伯克利号拖走，并在土匪号和志愿者号的协助下前往爱尔兰海岸，后续得到打捞及修复。6月11日01:10分，中立且无护航的希腊货船维奥拉诺·N·古兰德里斯号（Violando N. Goulandris）在菲尼斯特雷角西北偏西约160海里（300）处以8節（15每小時）的非规避航向行驶时，被U-48号的一枚鱼雷击中右舷后部。该船迅速向船艉下沉，十五分钟后便已完全沉没。
从6月12日至15日，U-48号曾主导参与了一次狼群作战，称为“勒辛狼群”。U艇总司令部获悉，包括玛丽皇后号和茅利塔尼亚号在内的一支部队护航船队将把25,000万名澳大利亚士兵带到英国。U-48号奉命前往菲尼斯特雷角，负责集结潜艇实施狼群拦截。然而，由于潜艇攻击了附近的其他船只，变相提醒护航队注意到它们的存在，所以对方改变了航向，避开了狼群。结果，勒辛转而于6月19日袭击HG-32号护航船队。其中挪威货船都铎号（Tudor）于01:25在菲尼斯特雷角西北部被U-48号击中左舷。瞭望员发现了这枚鱼雷，但规避动作为时已晚，它在1号和2号货舱之间引爆，使货船在大约四小时后沉没。02:56，英国货船劳登男爵号（Baron Loudoun）又在奥特加尔角西北偏西方向遭勒辛发射的鱼雷击沉。另一艘英国货轮不列颠君主号（British Monarch）则是03:46在拉科鲁尼亚西北偏北约200海里（370）处被U-48号的鱼雷击沉。
此后，U-48号还于6月20日17:30袭击了刚从HX-49号护航船队中脱离的荷兰油轮莫德雷赫特号（Moordrecht）。鱼雷命中后者的轮机舱，两分钟内爆炸并从船艉沉没。船长和24名船员全数罹难。勒辛于6月29日23:42返回基尔，在这次为期三十五天、全程约6,000海里（11,000）的行动中，他共击沉7艘、击伤1艘总吨位为37,421吨的船只。

### 第七次巡逻
为了能够从比斯开湾向大西洋出击，U-48号于8月7日14:00在勒辛的带领从基尔启程执行第七次巡逻，前往德占法国。穿过威廉皇帝运河并在布伦斯比特尔执行护航后，该艇经由北大西洋和北海海峡南下。经过二十一天、约4,200海里（7,800） 的航行，U-48号8月28日抵达洛里昂。航行途中，OB-197号护航船队内的瑞典煤船海德伦号（Hedrun）于8月16日12:03首先被勒辛发射的一枚鱼雷击中船舯部，三分钟后在罗科尔以西约70海里（130）处沉没。8月19日00:05，无护航的比利时客轮根特城号（Ville de Gand）在爱尔兰岛以西约200海里处又被U-48号发射的两枚鱼雷中的一枚击中船艉。至01:09，该船再遭致命一击，2分钟后从船艉沉没。
8月24日14:24，由于燃料问题而自8月19日以来一直从HX-65号护航船队掉队的英国油轮拉布里亚号（La Brea），在罗卡尔西北偏西方向被来自U-48号的一枚鱼雷击中左舷。鱼雷是在水面上运行，但仍然击中了10号和11号油舱之间，就在船尾的缝隙处，炸开了甲板并导致船艉起火。二十分钟后，油轮的船艉迅速平稳地沉入水中，船艏升上空中突然沉没，只留下残骸和两根木筏在水面。一天后的02:45，勒辛又在夫兰南群岛东偏北约90海里处攻击HX-65A号护航船队主体，并以两枚鱼雷分别击中了身处13号阵位的油轮艾瑟克雷斯特号（Athelcrest）和15号阵位的货轮帝国默林号（Empire Merlin）。其中前者被击中左舷的煤舱和锅炉舱之间，并在内部爆炸后起火，火焰包围了船艉、主甲板和舰桥。该船立刻停了下来，慢慢地朝艉部沉陷，直到船艏露出水面只有20英尺（6.1）。帝国默林号则是左舷船舯部遭打击，在硫磺货物着火后断成两截，进而迅速沉没。

### 第八次巡逻
另一位未来的王牌艇长、海军上尉海因里希·布莱希罗特于9月4日接过了U-48号的指挥权。他率艇于9月8日20:00离开洛里昂执行第八次巡逻，前往北大西洋、赫布里底群岛和北海海峡游弋。一周后，即9月15日凌晨，U-48号在爱尔兰岛西部海域的SC-3号护航车队发动袭击，但错失了此前在一次碰撞中轻微受损的英国商船帝国士兵号（Empire Soldier）。00:25，布莱希罗特用鱼雷击沉了当时唯一的护航舰——英国单桅战船邓迪号。01:23，希腊货船亚历山德罗斯号（Alexandros）在U-48号的第二轮攻击中遭一枚鱼雷击中船舯部。该船被遗弃，并漂浮了一段时间后才沉没。至03:00，英国货轮帝国志愿者号（Empire Volunteer）又在罗科尔以西约60海里（110）处被布莱希罗特的鱼雷击沉。

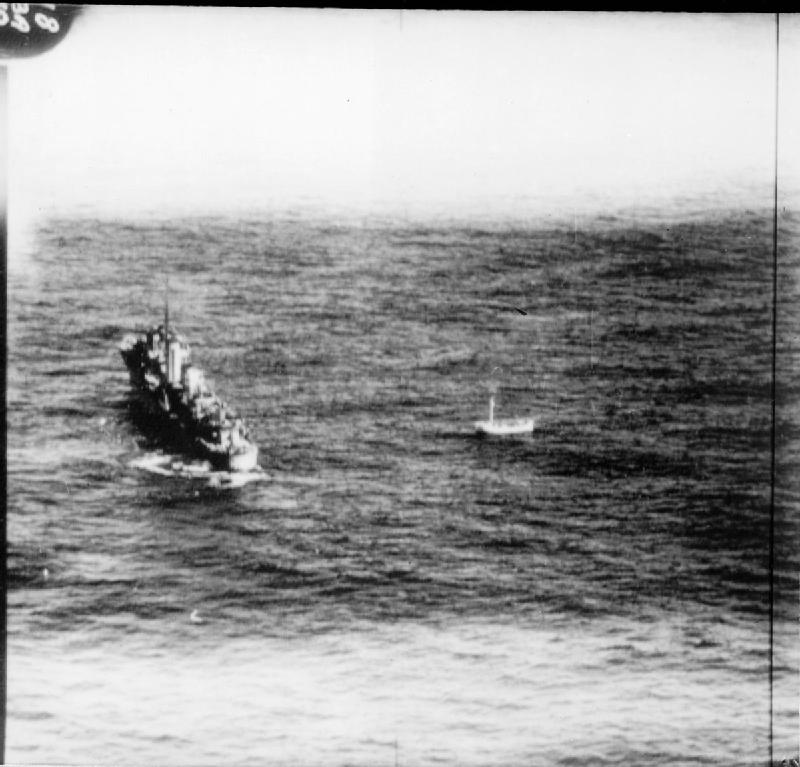
英国驱逐舰安东尼号驱逐舰救起贝拿勒斯城号救生艇上的幸存者

9月18日，在袭击OB-213号护航船队的过程中，U-48号击沉了万吨级的英国客轮贝拿勒斯城号，震惊世界。客轮上有载119名儿童，其中90名是在儿童海外接待委员会的倡议下被疏散到加拿大。早在前一天的23:45，布莱希罗特发射的两枚鱼雷便已错失该船。作为护航队长的指挥船和中部纵队的领头船，贝拿勒斯城号是在18日的00:01才被第三枚鱼雷击中船艉，三十分钟后在罗科尔西南偏西约253海里（469）处沉没。由于正在下沉的船体立即发生倾斜，导致在上风舷侧的两艘救生艇无法下水。当数百名幸存者在水中挣扎时，潜艇用强力探照灯扫视了一次混乱的场面后才离开该地区。共有260人在这场灾难中丧生，其中包括100名儿童、35名妇女和125名男子，这实际上宣告了海外撤离计划的流产。关于贝拿勒斯城号海难的争议一直争论至今。有观点认为，如果英国人公开宣布这艘船载有撤离人员，那么德国人就会意识到潜在的舆论危机，并努力不让它沉没。然而，贝拿勒斯城号不仅在夜间跟随盟军护航船队熄灯行驶，甚至还是护航队长、海军少将埃德蒙·麦金农的“旗舰”。其他历史学家则认为，当时德国人会攻击任何大型邮轮，不管船上装载的是什么货物，也不管乘客名单上有谁。无论如何，贝拿勒斯城号被漆成一艘运兵船的样式，德国潜艇以为它只载着士兵和船员，便把它击沉了。
击中贝拿勒斯城号仅六分钟后，OB-213号船队中的另一艘英国货轮马里纳号（Marina）也被U-48号的一枚鱼雷击中，并于二十分钟内在大致相同的位置沉没。当晚18:49，从SC-3号船队中掉队的货船马格达莱纳号（Magdalena）则在冰岛南部被布莱希罗特的一枚鱼雷击中，于十分钟内沉没。U-48号还于9月21日袭击了从哈利法克斯前往利物浦的HX-72号护航船队。其中英国货船布莱兰格斯号（Blairangus）于06:14在罗科尔西南偏西约320海里（590）处被鱼雷击沉，布鲁姆帕克号（Broompark）则于23:38被击中后受损，但仍设法自行抵达港口并修复。继返航途中曾与U-99号共同在编号为BF-17的海军网格内搜索一架坠毁的He-111轰炸机的幸存者未果后，U-48号于9月25日10:24抵达洛里昂。在这次为期十八天、全程约3,600海里（6,700）的行动中，布莱希罗特共击沉7艘、击伤1艘累计为39,554总吨的舰艇。

### 第九次巡逻
U-48号的第九次巡逻依然是在布莱希罗特的指挥下完成，它于10月5日18:30离开洛里昂，前往北大西洋、北海海峡和罗科尔浅滩游弋，并于10月27日10:45经黑尔戈兰岛、布伦斯比特尔和威廉皇帝运河返抵基尔。在这次为期二十二天、历经3,850海里（7,130）的冒险中，该艇共击沉7艘船只，累计总吨位为43,106吨。首当其冲的是隶属HX-77号护航船队的挪威货船布兰丹格号（Brandanger），于10月11日21:50被布莱希罗特发射的鱼雷击中左舷轮机舱并沉没。十九分钟后，同船队的另一艘英国货轮吉斯伯恩港号（Port Gisborne）在罗科尔西南偏西约113海里（209）处又被一枚鱼雷击中舰桥附近，继而沉没。身处船队61号阵位的挪威油轮达万格号（Davanger）则是12日00:14在布罗德黑文以西约200海里处遭U-48号的鱼雷击中右舷轮机舱，于四分钟内沉没。
10月17日05:53，U-48号在罗科尔西北约160海里处向SC-7号护航船队的三艘船发射了三枚鱼雷，并报称击沉了两艘、另一艘受损。事实上，只有英国油轮朗格多克号和货船斯科尔斯比号分别被一枚鱼雷击中并沉没。次日上午，布莱希罗特发现了三艘从OB-228号护航船队掉队的船只，并对中间的一艘发动袭击，但在08:08和08:09射出的前两枚鱼雷没有命中目标。直到10:25，第三枚鱼雷才击中了英国货船桑德森德号（Sandsend），使之在罗科尔西北偏西约254海里（470）处沉没。10月19日23:31，位居HX-79号护航船队第二纵列的第六艘船、载有石油的希拉克号（Shirak）先是被U-47号的鱼雷击中，短暂起火并落在船队后方，船员弃船，随后由U-48号于20日00:24完成致命一击：以鱼雷击中船舯部，再度起火并在罗科尔西南约90海里处沉没。是次任务结束后，U-48号从10月29日至1941年1月10日期间在基尔的德意志船厂接受大修。

### 第十次巡逻
1940年12月，舒尔策上尉接替布莱希罗特，重新担任U-48号的艇长。他在接下来的三次巡逻都取得了成功，并因此于1941年6月获颁橡叶骑士铁十字勋章。其中的第十次巡逻于1941年1月20日从基尔出发，穿过威廉皇帝运河、在布伦斯比特尔执行护航任务，并在黑尔戈兰岛的潜水站和信号服务中心授课之后，该艇在北大西洋、北海海峡和爱尔兰岛以西游弋。2月1日20:58，从OB-279号护航船队中掉队的希腊货船尼古拉斯·安杰洛斯号（Nicolas Angelos）先是避开了舒尔策发射的第一枚鱼雷后，于21:25在罗科尔西北约130海里（240）处被第二枚鱼雷击中舰桥附近。潜艇等待对方船员弃船，然后从21:50到22:15用甲板炮发射了28发子弹。该船于23:04起火并从船艏沉没。2月24日21:43，从SLS-64号护航船队掉队的英国货船内尔西·拉斯号（Nailsea Lass）又被U-48号的一枚鱼雷击中舰桥下方，于22:19在法斯耐特西南约60海里处沉没。在经历了三十四天、约6,100海里（11,300）的航行，并击沉两艘累计吨位为8,640吨的船只后，U-48号于2月27日抵达德占法国的圣纳泽尔。

### 第十一次巡逻
在第十一次巡逻中，舒尔策率U-48号于1941年3月17日18:30离开圣纳泽尔，前往爱尔兰岛以西的北大西洋游弋。经过为期二十二天、水面行程4,250海里（7,870）、水下行程87海里（161）的航行后，该艇于4月8日15:00返回圣纳泽尔，期间共击沉四艘总计22,989吨的船只。首个受害者是在HX-115号护航船队中身处21号阵位的英国货轮希尔顿号（Hylton），同时也是护航副队长、海军中将查尔斯·拉姆塞的指挥船，它于3月29日06:19在冰岛雷克雅未克以南约170海里（310）处被舒尔策发射的一枚鱼雷击中了右舷船舯部。鱼雷显然穿透了一侧的燃料箱和轮机舱，并在装有900吨小麦的2号深舱爆炸。发动机立刻停机，船身向右舷严重倾斜。由于天线落下时，它没有发出求救信号。袭击发生后，船上的炮手立即在右舷船梁后方稍远的地方、即两列护航编队之间约40碼（37）处发现了潜艇，但无法向其开火。希尔顿号靠装载的木材保持漂浮，后甲板被淹没，延至午后由英国人自行凿沉。06:27，U-48号又向船队中身处33号阵位的英国货船马松达号（Masunda）发射了一枚鱼雷，但该船避开了这枚鱼雷，德国人声称它击中远处的油轮艾瑟王子号（Athelprince）。然而，在希尔顿号遇袭后，身处53号阵位的这艘油轮没有像船队那样紧急转向，而是靠近了实际被鱼雷击中的、身处43号阵位的日耳曼号（Germanic）。当后者看到鱼雷的轨迹从左舷接近时已经太晚了，只得任由它撞击到4号货舱前方的轮机舱后端。爆炸掀起了一股巨大的水柱和大量碎片，摧毁了发动机，至12:30从船艉沉没。身处船队第23号阵位的比利时货船林堡号（Limbourg）则于06:55被U-48号发射的一枚鱼雷击中右舷船舯部，并因右舷严重倾斜而在一分钟内沉没。
U-48号在攻击HX-115号船队期间也曾遭到几艘商船的回击，当它在夜间在水面上穿过纵队时，有至少一艘货船，即英国的奥克沃斯号（Oakworth）试图对其实施撞击。然而，潜艇并未受损受损，甚至在护航舰最终于早上到达时成功逃脱，没有受到攻击。4月2日01:00，无护航的英国货轮比弗代尔号（Beaverdale）在法韦尔角东南部被舒尔策的一枚鱼雷击中船舯部。自01:25起，潜艇开始炮击该船，使之于三十五分钟后发生爆炸，向左舷倾覆并沉没。U-48号也在爆炸中严重受损，被迫返回圣纳泽尔基地。

### 第十二次巡逻
5月22日20:50，U-48号在舒尔策的指挥下从圣纳泽尔启程执行最后一次巡逻，前往爱尔兰岛以西的北大西洋游弋。从6月2日至8日，该艇加入“西方狼群”作战，意图以集群方式袭击盟军护航船队。6月3日01:01，此前已从OB-327号护航船队中脱离的英国油轮因弗苏尔号（Inversuir）在亚速尔群岛以北被舒尔策的一枚鱼雷击中。十分钟后，该船在舯部遭到致命一击后停了下来，并向左舷倾斜。随后，潜艇利用甲板炮发射了51发子弹，导致油轮起火。03:59，第二次致命一击命中其船艏，使它处于下沉状态。因弗苏尔号的残骸最终由U-75号于当天夜晚击沉。从OB-328号护航船队中分散的另一艘英国油轮韦尔菲尔德号（Wellfield）则于6月5日01:31分在法韦尔角东南部被U-48号发射的两枚鱼雷击中船艉。该油轮于前一天14:09便被发现，至01:56遭再一枚鱼雷击沉。
接下来，U-48号锁定了OB-329号护航船队，并于6月6日23:25在亚速尔群岛西北偏北方向发射两枚鱼雷击中掉队的英国货船特里加森号船艉。该船在三分钟内倾覆沉没。6月8日15:45，同样已从OB-329船队中分离的荷兰油轮彭德雷赫特号（Pendrecht）又在亚速尔群岛西北约500海里（930）处被舒尔策的两枚鱼雷击中左舷船舯部和艉部。这艘油轮当时正前往美国，计划对1940年12月18日被U-96号击伤时造成的损坏进行永久性修复。船长试图通过反向注水来稳定船只，但彭德雷赫特号于16:17遭到致命一击命中烟囱下方，几分钟后便起火沉没。6月12日02:51，U-48号取得服役生涯中的最后一项战功，在亚速尔群岛以北发射鱼雷击沉了已脱离OG-64号护航船队的英国货轮帝国露水号。在为期三十天的行动中，舒尔策共击沉4艘、击伤1艘累计为38,462总吨的舰艇，并途经卑尔根（补充燃料）和波罗的海于6月21日20:00返抵基尔。

## 袭击历史摘要
| 日期           | 船名                    | 船籍         | 吨位   | 结局及方位                                |
| -------------- | ----------------------- | ------------ | ------ | ----------------------------------------- |
| 1939年9月5日   | 皇家权杖号              | 英国         | 4,853  | 击沉于46°23′N 14°59′W / 46.383°N 14.983°W |
| 1939年9月8日   | 温克利号                | 英国         | 5,055  | 击沉于48°06′N 18°12′W / 48.100°N 18.200°W |
| 1939年9月11日  | 菲尔比号                | 加拿大       | 4,869  | 击沉于59°40′N 13°50′W / 59.667°N 13.833°W |
| 1939年10月12日 | 埃米尔·米盖号           | 法國         | 14,115 | 击沉于50°15′N 14°50′W / 50.250°N 14.833°W |
| 1939年10月12日 | 鹭池号                  | 英国         | 5,202  | 击沉于50°13′N 14°48′W / 50.217°N 14.800°W |
| 1939年10月13日 | 路易斯安那号            | 法國         | 6,903  | 击沉于50°14′N 15°20′W / 50.233°N 15.333°W |
| 1939年10月14日 | 斯尼顿号                | 英国         | 3,677  | 击沉于49°05′N 13°05′W / 49.083°N 13.083°W |
| 1939年10月17日 | 奇泽姆氏族号            | 英国         | 7,256  | 击沉于44°57′N 13°40′W / 44.950°N 13.667°W |
| 1939年11月26日 | 古斯塔夫·E·罗伊特号     | 瑞典         | 6,336  | 击沉于59°38′N 02°03′W / 59.633°N 2.050°W  |
| 1939年12月8日  | 布兰登号                | 英国         | 6,668  | 击沉于50°28′N 08°28′W / 50.467°N 8.467°W  |
| 1939年12月9日  | 圣阿尔贝托号            | 英国         | 7,397  | 击沉于49°20′N 09°45′W / 49.333°N 9.750°W  |
| 1939年12月15日 | 杰曼号                  | 希腊         | 5,217  | 击沉于51°00′N 12°18′W / 51.000°N 12.300°W |
| 1940年2月10日  | 伯格尔戴克号            | 荷蘭         | 6,853  | 击沉于49°45′N 06°30′W / 49.750°N 6.500°W  |
| 1940年2月14日  | 苏丹之星号              | 英国         | 12,306 | 击沉于48°54′N 10°03′W / 48.900°N 10.050°W |
| 1940年2月15日  | 海牙号                  | 荷蘭         | 8,971  | 击沉于48°02′N 08°26′W / 48.033°N 8.433°W  |
| 1940年2月17日  | 维尔亚号                | 芬兰         | 3,396  | 击沉于49°00′N 06°33′W / 49.000°N 6.550°W  |
| 1940年6月6日   | 斯坦科尔号              | 英国         | 798    | 击沉于58°48′N 08°45′W / 58.800°N 8.750°W  |
| 1940年6月6日   | 弗朗西丝·马西号         | 英国         | 4,212  | 击沉于55°33′N 08°26′W / 55.550°N 8.433°W  |
| 1940年6月7日   | 厄洛斯号                | 英国         | 5,888  | 击伤于55°33′N 08°26′W / 55.550°N 8.433°W  |
| 1940年6月11日  | 维奥拉诺·N·古兰德里斯号 | 希腊         | 3,598  | 击沉于44°04′N 12°30′W / 44.067°N 12.500°W |
| 1940年6月19日  | 都铎号                  | 挪威         | 6,607  | 击沉于45°10′N 11°50′W / 45.167°N 11.833°W |
| 1940年6月19日  | 劳登男爵号              | 英国         | 3,164  | 击沉于45°00′N 11°21′W / 45.000°N 11.350°W |
| 1940年6月19日  | 不列颠君主号            | 英国         | 5,661  | 击沉于45°00′N 11°21′W / 45.000°N 11.350°W |
| 1940年6月20日  | 莫德雷赫特号            | 荷蘭         | 7,493  | 击沉于43°34′N 14°20′W / 43.567°N 14.333°W |
| 1940年8月16日  | 海德伦号                | 瑞典         | 2,325  | 击沉于57°10′N 16°37′W / 57.167°N 16.617°W |
| 1940年8月19日  | 根特城号                | 比利时       | 7,590  | 击沉于55°28′N 15°10′W / 55.467°N 15.167°W |
| 1940年8月24日  | 拉布里亚号              | 英国         | 6,665  | 击沉于57°24′N 11°21′W / 57.400°N 11.350°W |
| 1940年8月25日  | 帝国默林号              | 英国         | 5,763  | 击沉于58°30′N 10°15′W / 58.500°N 10.250°W |
| 1940年8月25日  | 艾瑟克雷斯特号          | 英国         | 6,825  | 击沉于58°24′N 11°25′W / 58.400°N 11.417°W |
| 1940年9月15日  | 邓迪号                  | 英國皇家海軍 | 1,060  | 击沉于56°45′N 14°14′W / 56.750°N 14.233°W |
| 1940年9月15日  | 亚历山德罗斯号          | 希腊         | 4,343  | 击沉于56°30′N 16°30′W / 56.500°N 16.500°W |
| 1940年9月15日  | 帝国志愿者号            | 英国         | 5,319  | 击沉于56°43′N 15°17′W / 56.717°N 15.283°W |
| 1940年9月18日  | 贝拿勒斯城号            | 英国         | 11,081 | 击沉于56°43′N 21°15′W / 56.717°N 21.250°W |
| 1940年9月18日  | 马里纳号                | 英国         | 5,088  | 击沉于56°46′N 21°15′W / 56.767°N 21.250°W |
| 1940年9月18日  | 马格达莱纳号            | 英国         | 3,118  | 击沉于57°20′N 20°16′W / 57.333°N 20.267°W |
| 1940年9月21日  | 布莱兰格斯号            | 英国         | 4,409  | 击沉于55°18′N 22°21′W / 55.300°N 22.350°W |
| 1940年9月21日  | 布鲁姆帕克号            | 英国         | 5,136  | 击伤于49°02′N 40°26′W / 49.033°N 40.433°W |
| 1940年10月11日 | 布兰丹格号              | 挪威         | 4,624  | 击沉于57°10′N 17°42′W / 57.167°N 17.700°W |
| 1940年10月11日 | 吉斯伯恩港号            | 英国         | 8,390  | 击沉于56°38′N 16°40′W / 56.633°N 16.667°W |
| 1940年10月12日 | 达万格号                | 挪威         | 7,102  | 击沉于57°00′N 19°10′W / 57.000°N 19.167°W |
| 1940年10月17日 | 朗格多克号              | 英国         | 9,512  | 击沉于59°14′N 17°51′W / 59.233°N 17.850°W |
| 1940年10月17日 | 斯科尔斯比号            | 英国         | 3,843  | 击沉于59°14′N 17°51′W / 59.233°N 17.850°W |
| 1940年10月18日 | 桑德森德号              | 英国         | 3,612  | 击沉于58°12′N 21°29′W / 58.200°N 21.483°W |
| 1940年10月20日 | 希拉克号                | 英国         | 6,023  | 击沉于57°00′N 16°53′W / 57.000°N 16.883°W |
| 1941年2月1日   | 尼古拉斯·安杰洛斯号     | 希腊         | 4,351  | 击沉于59°00′N 17°00′W / 59.000°N 17.000°W |
| 1941年2月24日  | 内尔西·拉斯号           | 英国         | 4,289  | 击沉于50°06′N 10°23′W / 50.100°N 10.383°W |
| 1941年3月29日  | 希尔顿号                | 英国         | 5,197  | 击沉于60°20′N 18°10′W / 60.333°N 18.167°W |
| 1941年3月29日  | 日耳曼号                | 英国         | 5,352  | 击沉于61°18′N 22°05′W / 61.300°N 22.083°W |
| 1941年3月29日  | 林堡号                  | 比利时       | 2,483  | 击沉于61°18′N 22°05′W / 61.300°N 22.083°W |
| 1941年4月2日   | 比弗代尔号              | 英国         | 9,957  | 击沉于60°50′N 29°19′W / 60.833°N 29.317°W |
| 1941年6月3日   | 因弗苏尔号              | 英国         | 9,456  | 击伤于48°30′N 28°30′W / 48.500°N 28.500°W |
| 1941年6月5日   | 韦尔菲尔德号            | 英国         | 6,054  | 击沉于48°34′N 31°34′W / 48.567°N 31.567°W |
| 1941年6月6日   | 特里加森号              | 英国         | 5,201  | 击沉于46°17′N 36°20′W / 46.283°N 36.333°W |
| 1941年6月8日   | 彭德雷赫特号            | 荷蘭         | 10,746 | 击沉于45°18′N 36°40′W / 45.300°N 36.667°W |
| 1941年6月12日  | 帝国露水号              | 英国         | 7,005  | 击沉于51°09′N 30°16′W / 51.150°N 30.267°W |

### 脚注
1. 1 2  Helgason, Guðmundur. . U-boat Operations. Uboat.net.   [2010-03-23]. （原始内容存档于2021-05-02）.
2. 1 2  加洛普，第72頁.
3. ↑  威廉生，第10頁.
4. 1 2  Gröner 1991，第43–44頁.
5. 1 2 3 4  . U-Boot-Archiv.   [2024-05-15]. （原始内容存档于2024-05-15）.
6. 1 2  Helgason, Guðmundur. . German U-boats of WWII - uboat.net.   [2024-05-15]. （原始内容存档于2024-02-28）.
7. 1 2  Helgason, Guðmundur. . German U-boats of WWII - uboat.net.   [2024-05-21]. （原始内容存档于2023-03-21）.
8. 1 2  Helgason, Guðmundur. . German U-boats of WWII - uboat.net.   [2024-05-15]. （原始内容存档于2022-01-27）.
9. ↑  Helgason, Guðmundur. . German U-boats of WWII - uboat.net.   [2024-05-15]. （原始内容存档于2020-08-03）.
10. 1 2  Helgason, Guðmundur. . German U-boat Commanders of WWII - uboat.net.   [2010-04-25]. （原始内容存档于2024-02-26）.
11. ↑  Tildesley, Kate. . The Second World War Experience Centre.   [2010-04-25]. （原始内容存档于2011-07-17）.
12. ↑  Blair，第80頁.
13. ↑  Helgason, Guðmundur. . German U-boats of WWII - uboat.net.   [2024-05-15]. （原始内容存档于2020-08-07）.
14. ↑  Helgason, Guðmundur. . German U-boats of WWII - uboat.net.   [2024-05-15]. （原始内容存档于2020-08-07）.
15. ↑  Blair，第85頁.
16. ↑  Helgason, Guðmundur. . German U-boats of WWII - uboat.net.   [2024-05-15]. （原始内容存档于2020-09-25）.
17. ↑  Helgason, Guðmundur. . German U-boats of WWII - uboat.net.   [2024-05-15]. （原始内容存档于2020-10-28）.
18. ↑  Helgason, Guðmundur. . German U-boats of WWII - uboat.net.   [2024-05-15]. （原始内容存档于2020-08-10）.
19. ↑  Helgason, Guðmundur. . German U-boats of WWII - uboat.net.   [2024-05-15]. （原始内容存档于2020-08-07）.
20. ↑  Helgason, Guðmundur. . German U-boats of WWII - uboat.net.   [2024-05-15]. （原始内容存档于2020-08-03）.
21. ↑  Helgason, Guðmundur. . German U-boats of WWII - uboat.net.   [2024-05-15]. （原始内容存档于2023-02-08）.
22. ↑  Helgason, Guðmundur. . German U-boats of WWII - uboat.net.   [2024-05-15]. （原始内容存档于2022-05-28）.
23. ↑  Helgason, Guðmundur. . German U-boats of WWII - uboat.net.   [2024-05-15]. （原始内容存档于2020-08-11）.
24. ↑  Helgason, Guðmundur. . German U-boats of WWII - uboat.net.   [2024-05-15]. （原始内容存档于2020-09-21）.
25. ↑  Helgason, Guðmundur. . German U-boats of WWII - uboat.net.   [2024-05-15]. （原始内容存档于2020-09-28）.
26. ↑  Helgason, Guðmundur. . German U-boats of WWII - uboat.net.   [2024-05-15]. （原始内容存档于2020-08-07）.
27. 1 2  Helgason, Guðmundur. . German U-boats of WWII - uboat.net.   [2024-05-15]. （原始内容存档于2022-05-28）.
28. ↑  Helgason, Guðmundur. . German U-boats of WWII - uboat.net.   [2024-05-15]. （原始内容存档于2020-08-07）.
29. ↑  Helgason, Guðmundur. . German U-boats of WWII - uboat.net.   [2024-05-15]. （原始内容存档于2020-08-04）.
30. ↑  Helgason, Guðmundur. . German U-boats of WWII - uboat.net.   [2024-05-15]. （原始内容存档于2020-08-11）.
31. ↑  Helgason, Guðmundur. . German U-boats of WWII - uboat.net.   [2024-05-15]. （原始内容存档于2020-08-08）.
32. ↑  Blair，第152頁.
33. ↑  Helgason, Guðmundur. . German U-boats of WWII - uboat.net.   [2024-05-15]. （原始内容存档于2022-05-28）.
34. ↑  Blair，第161頁.
35. ↑  Helgason, Guðmundur. . German U-boats of WWII - uboat.net.   [2024-05-15]. （原始内容存档于2020-09-19）.
36. ↑  Helgason, Guðmundur. . German U-boats of WWII - uboat.net.   [2024-05-15]. （原始内容存档于2020-09-27）.
37. ↑  Helgason, Guðmundur. . German U-boats of WWII - uboat.net.   [2024-05-15]. （原始内容存档于2020-10-22）.
38. ↑  Helgason, Guðmundur. . German U-boats of WWII - uboat.net.   [2024-05-15]. （原始内容存档于2020-09-20）.
39. ↑  Blair，第169頁.
40. ↑  Helgason, Guðmundur. . German U-boats of WWII - uboat.net.   [2024-05-15]. （原始内容存档于2020-08-11）.
41. ↑  Helgason, Guðmundur. . German U-boats of WWII - uboat.net.   [2024-05-15]. （原始内容存档于2020-08-13）.
42. ↑  Helgason, Guðmundur. . German U-boats of WWII - uboat.net.   [2024-05-15]. （原始内容存档于2020-08-08）.
43. ↑  Helgason, Guðmundur. . German U-boats of WWII - uboat.net.   [2024-05-15]. （原始内容存档于2020-07-28）.
44. ↑  Helgason, Guðmundur. . German U-boats of WWII - uboat.net.   [2024-05-15]. （原始内容存档于2022-05-28）.
45. ↑  Helgason, Guðmundur. . German U-boats of WWII - uboat.net.   [2024-05-15]. （原始内容存档于2022-05-28）.
46. ↑  Helgason, Guðmundur. . German U-boats of WWII - uboat.net.   [2024-05-15]. （原始内容存档于2020-12-01）.
47. ↑  Helgason, Guðmundur. . German U-boats of WWII - uboat.net.   [2024-05-15]. （原始内容存档于2020-09-25）.
48. ↑  Helgason, Guðmundur. . German U-boats of WWII - uboat.net.   [2024-05-15]. （原始内容存档于2020-10-25）.
49. ↑  Helgason, Guðmundur. . German U-boats of WWII - uboat.net.   [2024-05-15].
50. ↑  Helgason, Guðmundur. . German U-boats of WWII - uboat.net.   [2024-05-15].
51. ↑  Helgason, Guðmundur. . German U-boats of WWII - uboat.net.   [2024-05-15]. （原始内容存档于2020-08-05）.
52. ↑  Helgason, Guðmundur. . German U-boats of WWII - uboat.net.   [2024-05-15]. （原始内容存档于2020-08-12）.
53. ↑  Helgason, Guðmundur. . German U-boats of WWII - uboat.net.   [2024-05-15]. （原始内容存档于2020-08-04）.
54. 1 2  Nagorski.
55. ↑  Helgason, Guðmundur. . German U-boats of WWII - uboat.net.   [2024-05-15]. （原始内容存档于2020-08-13）.
56. ↑  Helgason, Guðmundur. . German U-boats of WWII - uboat.net.   [2024-05-15]. （原始内容存档于2020-10-20）.
57. ↑  Helgason, Guðmundur. . German U-boats of WWII - uboat.net.   [2024-05-15]. （原始内容存档于2020-08-09）.
58. ↑  Helgason, Guðmundur. . German U-boats of WWII - uboat.net.   [2024-05-15]. （原始内容存档于2020-08-10）.
59. ↑  Helgason, Guðmundur. . German U-boats of WWII - uboat.net.   [2024-05-15]. （原始内容存档于2020-08-15）.
60. ↑  Helgason, Guðmundur. . German U-boats of WWII - uboat.net.   [2024-05-15]. （原始内容存档于2022-10-25）.
61. ↑  Helgason, Guðmundur. . German U-boats of WWII - uboat.net.   [2024-05-15]. （原始内容存档于2020-08-03）.
62. ↑  Helgason, Guðmundur. . German U-boats of WWII - uboat.net.   [2024-05-15]. （原始内容存档于2020-08-15）.
63. ↑  Helgason, Guðmundur. . German U-boats of WWII - uboat.net.   [2024-05-15]. （原始内容存档于2020-08-15）.
64. ↑  Helgason, Guðmundur. . German U-boats of WWII - uboat.net.   [2024-05-15]. （原始内容存档于2020-10-01）.
65. ↑  Helgason, Guðmundur. . German U-boats of WWII - uboat.net.   [2024-05-15]. （原始内容存档于2020-09-24）.
66. ↑  Helgason, Guðmundur. . German U-boats of WWII - uboat.net.   [2024-05-15]. （原始内容存档于2020-08-08）.
67. ↑  Helgason, Guðmundur. . German U-boats of WWII - uboat.net.   [2024-05-12]. （原始内容存档于2021-01-22）.
68. ↑  Helgason, Guðmundur. . German U-boats of WWII - uboat.net.   [2024-05-20]. （原始内容存档于2020-09-24）.
69. ↑  Helgason, Guðmundur. . German U-boats of WWII - uboat.net.   [2024-05-12]. （原始内容存档于2020-08-07）.
70. ↑  Helgason, Guðmundur. . German U-boats of WWII - uboat.net.   [2024-05-12]. （原始内容存档于2020-08-03）.
71. ↑  Helgason, Guðmundur. . German U-boats of WWII - uboat.net.   [2024-05-15]. （原始内容存档于2022-05-28）.
72. 1 2 3  Helgason, Guðmundur. . German U-boats of WWII - uboat.net.   [2024-05-15]. （原始内容存档于2022-05-28）.
73. ↑  Helgason, Guðmundur. . German U-boats of WWII - uboat.net.   [2024-05-15]. （原始内容存档于2020-10-28）.
74. ↑  Helgason, Guðmundur. . German U-boats of WWII - uboat.net.   [2024-05-15]. （原始内容存档于2020-10-28）.
75. ↑  Helgason, Guðmundur. . German U-boats of WWII - uboat.net.   [2024-05-15]. （原始内容存档于2020-10-27）.
76. ↑  Helgason, Guðmundur. . German U-boats of WWII - uboat.net.   [2024-05-15]. （原始内容存档于2020-08-08）.
77. ↑  Helgason, Guðmundur. . German U-boats of WWII - uboat.net.   [2024-04-22]. （原始内容存档于2023-09-24）.
78. ↑  Helgason, Guðmundur. . German U-boats of WWII - uboat.net.   [2024-05-15]. （原始内容存档于2020-10-29）.
79. ↑  Helgason, Guðmundur. . German U-boats of WWII - uboat.net.   [2024-05-15]. （原始内容存档于2020-10-27）.
80. ↑  Helgason, Guðmundur. . German U-boats of WWII - uboat.net.   [2024-05-15]. （原始内容存档于2020-09-24）.
81. ↑  Helgason, Guðmundur. . German U-boats of WWII - uboat.net.   [2024-05-15]. （原始内容存档于2020-09-18）.
82. ↑  Helgason, Guðmundur. . German U-boats of WWII - uboat.net.   [2024-05-15]. （原始内容存档于2020-10-28）.
83. ↑  Helgason, Guðmundur. . German U-boats of WWII - uboat.net.   [2024-05-15]. （原始内容存档于2022-05-28）.

## 书目
- 阿兰·加洛普. . 由姚军翻译. 北京: 人民邮电出版社. 2015. ISBN 978-7-115-38985-5.
- 格登·威廉生.  （1）. 由雷韵、曹可飞翻译. 重庆: 重庆出版社. 2008. ISBN 978-7-5366-9835-2.
- Gröner, Erich; Jung, Dieter; Maass, Martin. . German Warships 1815–1945 2. 由Thomas, Keith; Magowan, Rachel翻译 (London: Conway Maritime Press). 1991. ISBN 0-85177-593-4.
- Blair, Clay. . Band 1: Die Jäger 1939-1942. München: Heyne. 1996. ISBN 3-453-12345-X.
- Nagorski, Tom. . New York: Hyperion Books. 2006. ISBN 978-1-4013-0150-7.